# Магер аль-Асад
Магер Хафез аль-Асад (араб. ماهر حافظ الأسد; нар. 8 грудня 1967, Дамаск, Сирія) — сирійський військовий діяч, бригадний генерал, алавіт. Належить до династії Асадів. Командувач Республіканської гвардією і елітної 4-ї бронетанкової дивізії. Член центрального комітету партії Баас. Брат колишнього президента Сирії Башара Асада і син Хафеза Асада.
Він оцінювався деякими спостерігачами як «друга людина» у владних структурах Сирії після свого брата.
Після наступу сирійської опозиції в 2024 році, яке призвело до падіння режиму Асада і вигнання його брата Башара, агентство Reuters повідомило, що Магер утік до Росії через Ірак.